# Jacque Vaughn
Jacque Vaughn (Los Angeles, 11 febbraio 1975) è un allenatore di pallacanestro ed ex cestista statunitense, professionista nella NBA.

## Carriera
Ha frequentato la University of Kansas insieme a Paul Pierce per quattro anni, totalizzando medie di 9,6 punti, 6,4 assist e 3,0 rimbalzi in 126 partite, e tuttora detiene il record dell'ateneo per quanto riguarda gli assist: ben 804. Nel 1994 fu ottavo nella classifica dei rookie dei college, e nel 1996 fu tra i primi otto playmaker della categoria.
Al draft NBA 1997 viene scelto dagli Utah Jazz. Rimane con la squadra di Salt Lake City per quattro anni, impiegato come riserva di John Stockton. Il 2000-01 fu l'anno migliore per Vaughn a Salt Lake City: impiegato mediamente per 17 minuti, totalizzò 6,1 punti, 2,3 rimbalzi e 3,9 assist a gara, tirando col 42,3% da due e col 38,1% da tre, oltre al 75% dalla lunetta.
L'anno successivo approda agli Atlanta Hawks, per poi andare a Orlando e ritornare agli Hawks. Furono comunque esperienze poco fortunate: Vaughn non trovò mai davvero lo spazio che cercava ma, nonostante tutto, riuscì a mantenersi sui livelli di quando militava nei Jazz. Nel 2004-05 si trasferì ai New Jersey Nets, e lì rimase anche la stagione successiva. Anche qui fu impiegato come play di riserva.

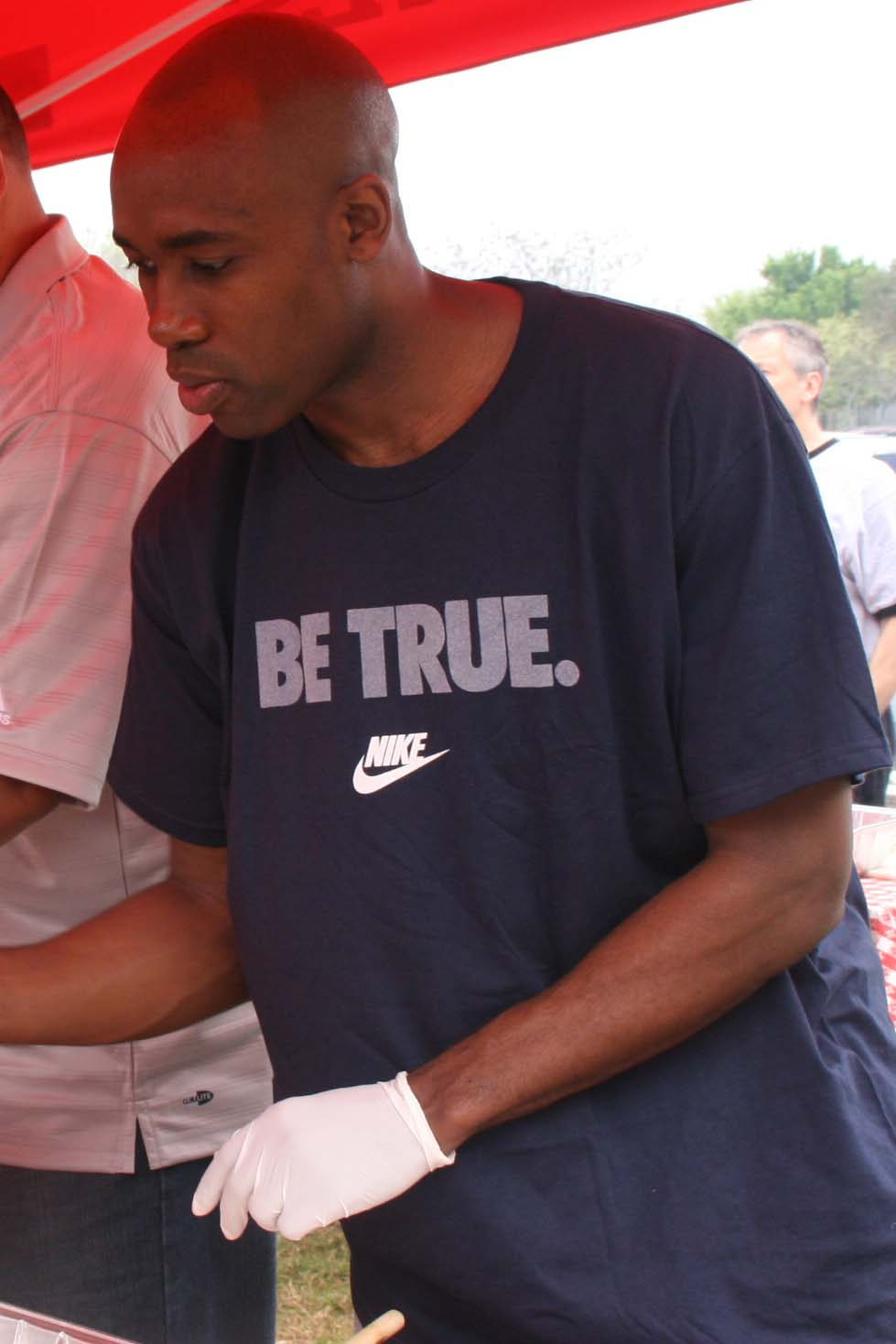
Vaughn nel 2010 a un barbecue

Nel 2006-07 approda ai San Antonio Spurs, e viene utilizzato come riserva di Parker e Udrih. Il minutaggio e le statistiche calano. Arriva però la gioia del titolo NBA vinto proprio quell'anno. Nel 2007-08 è sempre utilizzato come terzo play e totalizza in regular season 4,1 punti di media, con 2,1 assist e 1,0 rimbalzi. Dopo una stagione 2008-09 (ancora alle spalle di Parker e Hill) in cui non viene quasi mai impiegato, scaduto il contratto smette di giocare. Nel settembre 2010 torna agli Spurs, questa volta nel ruolo di assistente allenatore.
Il 28 luglio 2012 viene assunto come capo-allenatore degli Orlando Magic
Oltre ad aver giocato per la University of Kansas, che ha ritirato la sua maglia nel 2002, Jacque si è laureato in business administration presso l'ateneo. Nello stesso anno si è sposato con Laura, la sua ragazza fin dai tempi del college, e insieme hanno due figli.
Nel 2016 entra a far parte dello staff di Kenny Atkinson ai Brooklyn Nets in qualità di vice-allenatore.
Nel marzo 2020 viene nominato coach ad interim dopo il licenziamento di Kenny Atkinson registrando un record di 7-3. Guida la squadra anche ai playoff venendo però sconfitto al primo turno dai Toronto Raptors per 4-0.
Al termine della stagione torna a ricoprire la carica di vice-allenatore lasciando il posto a Steve Nash

## Statistiche
| † | Denota le stagioni in cui ha vinto il titolo |

### NCAA
| Anno      | Squadra         | PG  | PT | MP   | TC%  | 3P%  | TL%  | RP  | AP  | PRP | SP  | PP   |
| --------- | --------------- | --- | -- | ---- | ---- | ---- | ---- | --- | --- | --- | --- | ---- |
| 1993-1994 | Kansas Jayhawks | 35  | -  | 25,6 | 46,7 | 40,0 | 67,0 | 2,5 | 5,2 | 1,1 | 0,0 | 7,8  |
| 1994-1995 | Kansas Jayhawks | 31  | -  | 33,7 | 45,2 | 34,5 | 68,7 | 3,7 | 7,7 | 1,0 | 0,1 | 9,7  |
| 1995-1996 | Kansas Jayhawks | 34  | -  | 30,7 | 48,2 | 42,4 | 69,5 | 3,1 | 6,6 | 1,3 | 0,2 | 10,9 |
| 1996-1997 | Kansas Jayhawks | 26  | -  | 31,5 | 42,7 | 33,3 | 77,9 | 2,4 | 6,2 | 1,8 | 0,2 | 10,2 |
| Carriera  | Carriera        | 126 | -  | 30,2 | 45,9 | 38,3 | 70,8 | 3,0 | 6,4 | 1,3 | 0,1 | 9,6  |

### NBA

#### Regular Season
| Anno       | Squadra           | PG  | PT  | MP   | TC%  | 3P%   | TL%  | RP  | AP  | PRP | SP  | PP  |
| ---------- | ----------------- | --- | --- | ---- | ---- | ----- | ---- | --- | --- | --- | --- | --- |
| 1997-1998  | Utah Jazz         | 45  | 0   | 9,3  | 36,1 | 37,5  | 70,6 | 0,8 | 1,9 | 0,2 | 0,0 | 3,1 |
| 1998-1999  | Utah Jazz         | 19  | 0   | 4,6  | 36,7 | 25,0  | 83,3 | 0,6 | 0,6 | 0,3 | 0,0 | 2,3 |
| 1999-2000  | Utah Jazz         | 78  | 0   | 11,3 | 41,6 | 41,2  | 75,0 | 0,8 | 1,6 | 0,4 | 0,0 | 3,7 |
| 2000-2001  | Utah Jazz         | 82  | 0   | 19,8 | 43,3 | 38,5  | 78,0 | 1,8 | 3,9 | 0,6 | 0,0 | 6,1 |
| 2001-2002  | Atlanta Hawks     | 82  | 16  | 22,6 | 47,0 | 44,4  | 82,5 | 2,0 | 4,3 | 0,8 | 0,0 | 6,6 |
| 2002-2003  | Orlando Magic     | 80  | 48  | 21,1 | 44,8 | 23,5  | 77,6 | 1,5 | 2,9 | 0,8 | 0,0 | 5,9 |
| 2003-2004  | Atlanta Hawks     | 71  | 6   | 17,9 | 38,6 | 15,0  | 77,9 | 1,6 | 2,7 | 0,6 | 0,0 | 3,8 |
| 2004-2005  | N.J. Nets         | 71  | 34  | 19,9 | 44,9 | 33,3  | 83,5 | 1,5 | 1,9 | 0,6 | 0,0 | 5,3 |
| 2005-2006  | N.J. Nets         | 80  | 6   | 15,4 | 43,7 | 16,7  | 72,8 | 1,1 | 1,5 | 0,5 | 0,0 | 3,4 |
| 2006-2007† | San Antonio Spurs | 64  | 4   | 11,9 | 42,5 | 50,0  | 75,4 | 1,1 | 2,0 | 0,4 | 0,0 | 3,0 |
| 2007-2008  | San Antonio Spurs | 74  | 9   | 15,4 | 42,8 | 30,0  | 76,3 | 1,0 | 2,1 | 0,3 | 0,0 | 4,1 |
| 2008-2009  | San Antonio Spurs | 30  | 0   | 9,7  | 32,0 | 100,0 | 88,9 | 0,7 | 1,8 | 0,2 | 0,0 | 2,2 |
| Carriera   | Carriera          | 776 | 123 | 16,3 | 42,9 | 35,2  | 77,9 | 1,3 | 2,5 | 0,5 | 0,0 | 4,5 |

#### Play-off
| Anno     | Squadra           | PG | PT | MP   | TC%  | 3P%   | TL%   | RP  | AP  | PRP | SP  | PP  |
| -------- | ----------------- | -- | -- | ---- | ---- | ----- | ----- | --- | --- | --- | --- | --- |
| 1998     | Utah Jazz         | 7  | 0  | 3,4  | 20,0 | 50,0  | 100,0 | 0,4 | 0,6 | 0,0 | 0,0 | 1,0 |
| 1999     | Utah Jazz         | 2  | 0  | 3,0  | 50,0 | 100,0 | -     | 0,0 | 1,0 | 0,0 | 0,0 | 1,5 |
| 2000     | Utah Jazz         | 7  | 0  | 9,6  | 35,7 | 50,0  | 87,5  | 1,7 | 1,6 | 0,6 | 0,1 | 4,0 |
| 2001     | Utah Jazz         | 5  | 0  | 11,4 | 10,0 | 50,0  | -     | 0,4 | 1,6 | 0,0 | 0,2 | 0,6 |
| 2003     | Orlando Magic     | 7  | 6  | 18,7 | 36,4 | 0,0   | 76,9  | 0,9 | 3,6 | 0,6 | 0,1 | 4,9 |
| 2006     | N.J. Nets         | 11 | 0  | 14,5 | 36,4 | 0,0   | 57,1  | 1,0 | 1,1 | 0,2 | 0,0 | 2,5 |
| 2007†    | San Antonio Spurs | 20 | 0  | 10,4 | 40,0 | -     | 50,0  | 0,5 | 1,4 | 0,2 | 0,0 | 2,2 |
| 2008     | San Antonio Spurs | 14 | 0  | 6,5  | 27,3 | 0,0   | -     | 0,6 | 0,6 | 0,1 | 0,0 | 0,9 |
| 2009     | San Antonio Spurs | 2  | 0  | 10,5 | 40,0 | -     | 50,0  | 0,0 | 2,0 | 0,5 | 0,0 | 3,5 |
| Carriera | Carriera          | 75 | 6  | 10,2 | 34,2 | 40,0  | 69,0  | 0,7 | 1,4 | 0,2 | 0,0 | 2,2 |

#### Massimi in carriera
- Massimo di punti: 23 (2 volte)[1]
- Massimo di rimbalzi: 8 (2 volte)
- Massimo di assist: 15 vs Denver Nuggets (22 novembre 2000)
- Massimo di palle rubate: 5 (3 volte)
- Massimo di stoppate: 2 vs Vancouver Grizzlies (7 dicembre 2000)
- Massimo di minuti giocati: 48 (2 volte)

### Allenatore
| Stagione | Squadra       | Regular Season | Regular Season | Regular Season | Regular Season | Regular Season           | Post Season                                |
| Stagione | Squadra       | V              | P              | % V            | G              | Posizione finale         | Post Season                                |
| -------- | ------------- | -------------- | -------------- | -------------- | -------------- | ------------------------ | ------------------------------------------ |
| 2012-13  | Orlando Magic | 20             | 62             | 24,4           | 82             | 5º in Southeast Division | Manca i play-off                           |
| 2013-14  | Orlando Magic | 23             | 59             | 28,0           | 82             | 5º in Southeast Division | Manca i play-off                           |
| 2014-15  | Orlando Magic | 15             | 37             | 28,8           | 52             | Esonerato                | -                                          |
| 2019-20  | Brooklyn Nets | 7              | 3              | 70,0           | 10             | 4º in Atlantic Division  | Sconfitto al primo turno dai Raptors (0-4) |
| 2022-23  | Brooklyn Nets | 43             | 32             | 57,3           | 75             | 4º in Atlantic Division  | Sconfitto al primo turno dai 76ers (0-4)   |
| 2023-24  | Brooklyn Nets | 21             | 33             | 38,9           | 54             | Esonerato                | -                                          |
|          | Carriera      | 129            | 226            | 36,3           | 355            |                          |                                            |

## Palmarès

### Squadra
- Campionato NBA: 1

San Antonio Spurs: 2007

### Individuale
- McDonald's All-American Game (1993)
- 2 volte NCAA AP All-America Second Team (1996, 1997)